# Ferdinand van Olmen
Ferdinand van Olmen (in portoghese: Fernão D'Ulmo; XV secolo – XV secolo) è stato un esploratore fiammingo del XV secolo.

## Biografia
Ferdinand van Olmen fu uno dei primi coloni dell'isola di Terceira, nelle Azzorre, al quale il re Giovanni II, con lettera di donazione del 1486, concesse la capitaneria dell'isola di Sete Cidades e qualsiasi terra scoperta a ovest delle Azzorre.